# Ratka

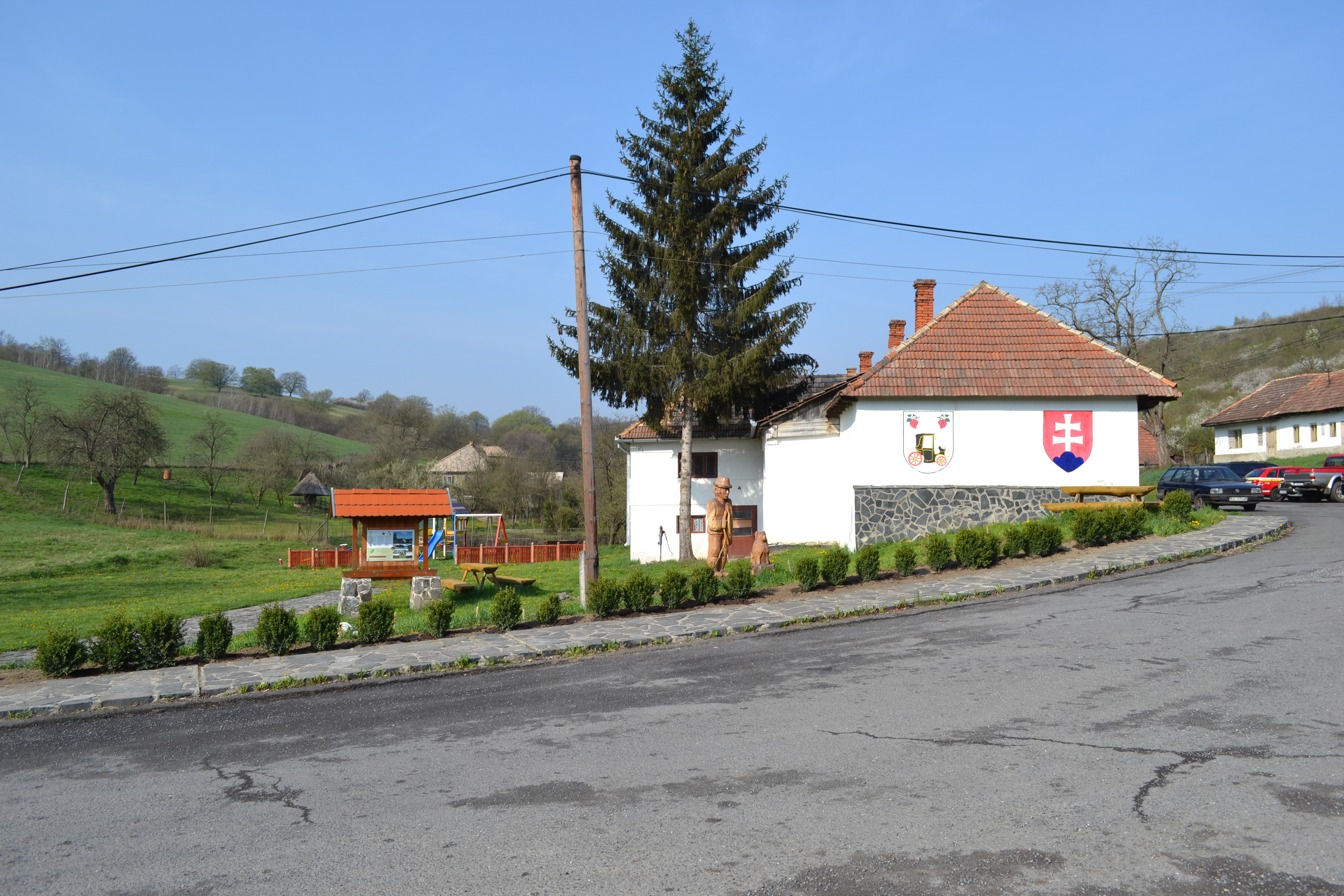
Ratka

Ratka (ungarisch Rátkapuszta) ist eine Gemeinde im Süden der Slowakei, nahe der ungarischen Grenze, etwa vier Kilometer südwestlich von Fiľakovo.
Sie liegt im westlichen Teil des Berglandes Cerová vrchovina im Tal des Baches Baby.
Die Gemeinde Ratka entstand offiziell 1955 durch Ausgliederung zusammen mit Šikov aus der Gemeinde Čakanovce, allerdings bestand die Wüstung schon seit dem Ende der Türkenkriege.

Der Name des Ortes stammt aus der türkischen Mythologie, ein hoher Würdenträger soll hier während der türkischen Herrschaft begraben worden und in den 5. Himmel, „Ratka“ genannt, gekommen sein.

## Bevölkerung
| Jahr                | 1994 | 2004    | 2014    | 2024     |
| ------------------- | ---- | ------- | ------- | -------- |
| Anzahl der Personen | 337  | 316     | 313     | 347      |
| Unterschied         |      | −6,23 % | −0,94 % | +10,86 % |

| Jahr                | 2023 | 2024    |
| ------------------- | ---- | ------- |
| Anzahl der Personen | 345  | 347     |
| Unterschied         |      | +0,57 % |